# Dąbrowa Biskupia (gromada)
Dąbrowa Biskupia – dawna gromada, czyli najmniejsza jednostka podziału terytorialnego Polskiej Rzeczypospolitej Ludowej w latach 1954–1972.
Gromady, z gromadzkimi radami narodowymi (GRN) jako organami władzy najniższego stopnia na wsi, funkcjonowały od reformy reorganizującej administrację wiejską przeprowadzonej jesienią 1954 do momentu ich zniesienia z dniem 1 stycznia 1973, tym samym wypierając organizację gminną w latach 1954–1972.
Gromadę Dąbrowa Biskupia z siedzibą GRN w Dąbrowie Biskupiej utworzono – jako jedną z 8759 gromad na obszarze Polski – w powiecie inowrocławskim w woj. bydgoskim, na mocy uchwały nr 24/7 WRN w Bydgoszczy z dnia 5 października 1954. W skład jednostki weszły obszary dotychczasowych gromad Chlewiska, Chróstwo, Dąbrowa Biskupia, Mleczkowo, Nowy Dwór, Stanomin i Przybysław (bez miejscowości Bąkowo) ze zniesionej gminy Dąbrowa Biskupia w tymże powiecie. Dla gromady ustalono 25 członków gromadzkiej rady narodowej.
1 stycznia 1956 gromadę włączono do powiatu aleksandrowskiego w tymże województwie.
1 stycznia 1958 gromadę włączono z powrotem do powiatu inowrocławskiego.
31 grudnia 1961 do gromady Dąbrowa Biskupia włączono wsie Brudnia, Zagajewice, Zagajewiczki, Ośniszczewo i Ośniszczewko ze zniesionej gromady Wonorze w tymże powiecie.
Gromada przetrwała do końca 1972 roku, czyli do kolejnej reformy gminnej. 1 stycznia 1973 w powiecie inowrocławskim reaktywowano gminę Dąbrowa Biskupia.